# Grant Island
Grant Island (norska: Grantøya) är en ö i Antarktis. Den ligger i havet utanför Västantarktis, i ett område som inget land gör anspråk på. Arean är 770 kvadratkilometer, och högsta punkten ligger 580 meter över havet.